# Vilademuls (kommunhuvudort)
Vilademuls är en kommunhuvudort i Spanien.   Den ligger i provinsen Província de Girona och regionen Katalonien, i den östra delen av landet, 600 km öster om huvudstaden Madrid. Vilademuls ligger 123 meter över havet och antalet invånare är 772.
Terrängen runt Vilademuls är platt, och sluttar österut. Runt Vilademuls är det ganska tätbefolkat, med 86 invånare per kvadratkilometer. Närmaste större samhälle är Girona, 18,1 km söder om Vilademuls. 